# Tiffany Cromwell
Tiffany Cromwell (Adelaida, 6 de julio de 1988) es una ciclista profesional australiana. Debutó como profesional en 2010 tras destacar como amateur en el equipo estadounidense del Colavita-Sutter Home p/b Cooking Light y con la Selección de Australia. Tras sus buenos resultados en 2012 fichó por el primer equipo profesional femenino de Australia, el GreenEDGE posteriormente llamado Orica-AIS, con el que ha conseguido su victoria más importante al imponerse en la 5.ª etapa del Giro de Italia Femenino 2012.

## Palmarés
2009 (como amateur)
- 1 etapa del Tour Féminin en Limousin
- 1 etapa de La Route de France

2012
- 2.ª en el Campeonato de Australia en Ruta
- 1 etapa del Giro de Italia Femenino

2013
- Omloop Het Nieuwsblad femenina

2016
- 3.ª en el Campeonato de Australia Contrarreloj
- 1 etapa del Giro de Italia Femenino

2017
- 1 etapa del Tour de Turingia femenino

## Resultados en Grandes Vueltas y Campeonatos del Mundo
Durante su carrera deportiva ha conseguido los siguientes puestos en las Grandes Vueltas femeninas y en los Campeonatos del Mundo en carretera:
| Carrera         | Carrera         | 2008 | 2009 | 2010 | 2011 | 2012 | 2013 | 2014 | 2015 | 2016 | 2017 | 2018 | 2019 | 2020 | 2021 | 2022 | 2023 | 2024 |
| --------------- | --------------- | ---- | ---- | ---- | ---- | ---- | ---- | ---- | ---- | ---- | ---- | ---- | ---- | ---- | ---- | ---- | ---- | ---- |
|                 | Giro de Italia  | 50.ª | 22.ª | 23.ª | 68.ª | 11.ª | 11.ª | 29.ª | 31.ª | 35.ª | Ab.  | 78.ª | 58.ª | —    | 26.ª | —    | 63.ª | ―    |
|                 | Tour de l'Aude  | —    | —    | —    | X    | X    | X    | X    | X    | X    | X    | X    | X    | X    | X    | X    | X    | X    |
|                 | Tour de Francia | —    | —    | X    | X    | X    | X    | X    | X    | X    | X    | X    | X    | X    | X    | 67.ª | —    | ―    |
| Mundial en Ruta | Mundial en Ruta | —    | 52.ª | Ab.  | —    | 31.ª | 9.ª  | 5.ª  | 17.ª | 48.ª | —    | Ab.  | Ab.  | Ab.  | 41.ª | —    | —    | Ab.  |

—: no participa

Ab.: abandono

X: ediciones no celebradas

## Equipos
- Colavita-Sutter Home p/b Cooking Light (amateur) (2008[3] -2009)
- Lotto Team (2010[4]-2011)[5]
  - Lotto Ladies Team (2010)[4]
  - Lotto Honda Team (2011)[5]
- Team Hitec Products UCK (2011)[6]
- GreenEDGE/Orica (2012-2013)
  - GreenEDGE-AIS (2012) (hasta mayo)
  - Orica-AIS (2012-2013)
- Specialized/Velocio (2014-2015)
  - Specialized-Lululemon (2014)
  - Velocio-SRAM (2015)
- Canyon SRAM Racing (2016-)